# Tueurs des Trois Royaumes
Tueurs des Trois Royaumes(三国杀手游) (Sān Guó Shā, chinois simplifié : 三国杀) est un jeu de société chinois très populaire. C'est une nouvelle version du jeu Bang! (antérieurement Wanted! en français), dont le thème original du western a été transposé à l'époque des Trois Royaumes, avec de nouvelles cartes de rôles, armes, situations, actions et personnages. Le jeu est jouable de 2 à 10 personnes. Le jeu est édité par YOKA Games fut lancé simultanément le 18 septembre 2008 à Pékin, Shanghai et Xiamen. Il fut immédiatement très bien accueilli par les joueurs. On estime que Tueurs des Trois Royaumes, Uno, et Les Colons de Catane sont les trois jeux de société les plus populaires dans la région de Canton pendant la première moitié de l'année 2009. Le jeu a été complété par deux extensions à ce jour, pour un total de quatre prévues.

## Les personnages
Les personnages sont des figures célèbres de l'époque des Trois Royaumes, et sont au nombre de 40, répartis entre les héros des pays de Wei, Shu, et Wu. La plupart ont 3 ou 4 points de vie, et une ou deux capacités spéciales.

## Les rôles
Il y a quatre rôles possibles: le roi, les officiers, les traîtres et le renégat. Chaque joueur reçoit une carte de rôle au début de la partie, qui ne doit pas être révélée aux autres joueurs, exception faite du roi, qui est connu de tous.
- Le roi : le roi est le seul à devoir révéler son identité, son objectif est que tous les traîtres et les renégats soient éliminés.
- Les officiers : les officiers doivent veiller à ce que le roi survive.
- Les traîtres : les traîtres doivent éliminer le roi.
- Le renégat : le renégat doit éliminer les officiers, les traîtres et les éventuels autres renégats, et enfin éliminer le roi, en dernier.

## La distance
Les joueurs assis à côté de vous sont à une distance de 1, les suivants sont à une distance de 2, et ainsi de suite. Il faut une carte arme ou cheval pour attaquer les joueurs qui ne sont pas à vos côtés. Au début, les joueurs peuvent seulement attaque (ou "tuer" selon la carte) des personnes qui ont seulement une distance de 1 entre eux.

## Cartes actions
Chaque joueur reçoit quatre cartes au début de la partie. Au début du tour d'un joueur, celui-ci pioche deux cartes. Les cartes armes, chevaux, et équipements peuvent être équipées librement. À la fin de son tour de jeu, un joueur ne peut pas avoir plus de cartes que sa santé maximale.

## Tueurs des Trois Royaumes Online
Tueurs des Trois Royaumes Online est la version informatique jouable en ligne du jeu, c'est la première adaptation commerciale chinoise en ligne d'un jeu de société.

## Critique
Le jeu réplique la plupart des mécaniques et éléments du jeu de carte italien Bang! sans citer ce dernier. Cette similarité a motivé la société éditrice DaVINCI de poursuivre Yoka Games lors de la traduction et la distribution du jeu aux États-Unis. Le 8 août 2014, le juge Lee H. Rosenthal a rejeté la plainte déposée pour atteinte au droit d'auteur.
La qualité de la version Collector serait piètre selon certains consommateurs.